# Нова Весь-Подґурна
Нова Весь-Подґурна (пол. Nowa Wieś Podgórna, нім. Neudorf am Berge) — село в Польщі, у гміні Мілослав Вжесінського повіту Великопольського воєводства.
Населення — 147 осіб (2011).
У 1975-1998 роках село належало до Познанського воєводства.

## Демографія
Демографічна структура станом на 31 березня 2011 року:
|          | Загалом | Допрацездатний вік | Працездатний вік | Постпрацездатний вік |
| -------- | ------- | ------------------ | ---------------- | -------------------- |
| Чоловіки | 80      | 26                 | 51               | 3                    |
| Жінки    | 67      | 7                  | 43               | 17                   |
| Разом    | 147     | 33                 | 94               | 20                   |